# Torre de Serón
Torre de Serón es un despoblado del término de Bliecos, localidad y municipio de la provincia de Soria, 
partido judicial de Soria, Comunidad Autónoma de Castilla y León, España. Pueblo de la Comarca de Campo de Gómara.

## Historia
Aparece citado en un archivo de la Catedral de El Burgo de Osma en 1454. Perteneció a la Vicaría de Serón aunque en la actualidad se encuentra ubicado en el término de Bliecos. Debió despoblarse o perder su entidad antes del Censo de Pecheros de 1528, en el que no se contaban eclesiásticos, hidalgos y nobles, ya que no se registran vecinos. No llegó a desaparecer completamente ya que el molino situado a las orillas del río Nágima siguió en funcionamiento y todavía se conserva.

## Patrimonio
- Torre de los Moros atalaya islámica del siglo X que dio nombre al lugar.
- Molino de la Torre, el lugar se perpetuó en el molino harinero que todavía se conserva.